# Областная инфекционная клиническая больница имени А. М. Ничоги
Областная инфекционная клиническая больница имени А. М. Ничоги — единственное специализированное учреждение в Астраханской области, оказывающее помощь взрослым и детям с инфекционной патологией и пограничными с ней состояниями. Коечная мощность ГУЗ «ОИКБ им. А. М. Ничоги» с 2009 года составляет 560 коек, размещенных в трех лечебных корпусах. Больница состоит из трёх типовых лечебных корпусов, административного и пяти хозяйственных. 80 % всех палат боксированы, что позволяет разместить в бокс по 3-5 пациентов. Для больных с особо опасными инфекциями (холера, чума, крымская геморрагическая лихорадка) оборудованы боксы с отдельным входом с улицы (мельцеровские боксы).

## История больницы
XIX век — век проникновения холеры в Россию. Эпидемии холеры следовали одна за другой на протяжении всего века. Большинство этих эпидемий в России начинались в Астрахани, откуда инфекция поднималась вверх по Волге, а затем распространялась и на другие районы страны. Этому способствовало географическое положение Астрахани, которая в XIX веке была центром торговли с районом Южного Каспия — Ираном, страны, куда холера заносилась непосредственно из Индии. Расположение города в дельте Волги, его плохое санитарное состояние, скопление рабочих, прибывших в поисках заработка, создавало условия, способствовавшие распространению болезни в случае её возникновения. С открытия в августе 1894 года по распоряжению астраханского губернатора и МВД были построены три барака под холерных больных и началась история возникновения в астраханском регионе инфекционной службы.
До 1927 года в Астраханской губернии для борьбы с опасными заболеваниями открывались временные инфекционные отделения при различных больницах. В 1927 году была открыта инфекционная больница на 95 коек, которая в 1943 году получила статус городской инфекционной больницы им. В. А. Бехтерева. В период эпидемии холеры 1970 года больница становится лечебным центром по оказанию экстренной квалифицированной медицинской помощи холерным больным. Главным врачом больницы в это сложное время был Буркин Владимир Сидорович, доктор медицинских наук, впоследствии ставший директором филиала Центрального института эпидемиологии в городе Астрахань. За короткий срок в стационаре, под руководством Буркина В. С был развернут основной холерный госпиталь на 320 коек. Своевременные и адекватные меры по диагностике и лечению холеры позволили свести до нуля летальность от особо опасной инфекции.
Параллельно с работой по борьбе с холерой, в 1970 году Владимиру Сидоровичу Буркину и заведующему в то время областным отделом здравоохранения Ничоге Алексею Моисеевичу, при активном участии администрации области, Президента Академии медицинских наук СССР, директора Центрального научно-исследовательского института эпидемиологии, академика Покровского Валентина Ивановича и главного специалиста-инфекциониста России, академика АМН СССР, заместителя директора ЦНИИЭ Малеева Виктора Васильевича удалось решить вопрос по строительству первой очереди типовой инфекционной больницы на 620 коек, которое было завершено в 1973 году.
Ответственность возглавить это новое лечебное учреждение столь крупного масштаба была возложена на Любарта Геннадия Давыдовича, имевшего к этому времени большой опыт организаторской работы в системе здравоохранения. На этом посту он проработал с ноября 1972 года по 1 апреля 1998 года. Впоследствии больницей руководил Оганесян Юрий Вирабович (2.06.1998 — 2.04.2007 гг.), а с 19 апреля 2007 года больницу возглавлял Кудрявцев Вячеслав Александрович. В настоящее время главным врачом больницы является Шишлонов Артем Михайлович.

## Структура больницы
- 4 инфекционных отделения для взрослых на 230 коек
- 6 инфекционных отделений для детей на 330 коек
- приемные отделения для взрослых и детей
- отделение реанимации и интенсивной терапии на 9 коек
- физиотерапевтическое отделение из 3 кабинетов (2 — для детей, 1 — для взрослых)
- кабинет гипербарической оксигенации
- консультативно-диагностический кабинет (детский и взрослый)
- клинико-диагностическая лаборатория с бактериологическим отделом
- кабинет рентгенологических исследований (детский и взрослый)
- кабинет ультразвуковых исследований
- кабинет эндоскопических исследований
- кабинет функциональной диагностики
- централизованное стерилизационное отделение
- аптека
- хозяйственные подразделения: пищеблок, гараж, прачечная, дезинфекционное отделение, справочная с контрольно-пропускным пунктом